# Bliss (ảnh)
Bliss, ban đầu có tên Bucolic Green Hills, là tên hình nền mặc định của Windows XP. Đó là hình ảnh một ngọn đồi xanh thoai thoải và nền trời xanh với những đám mây tích và mây ti. Khung cảnh trong bức ảnh nằm ở vùng trồng nho Los Carneros thuộc quận Sonoma, California, Hoa Kỳ.
Cựu phóng viên ảnh của tạp chí National Geographic Charles O'Rear, một cư dân ở thung lũng Napa bên cạnh, chụp được tấm ảnh lên phim nhựa bằng máy ảnh medium-format khi đang trên đường tới thăm bạn gái vào năm 1996. Tuy sau đó nhiều người cho rằng bức ảnh bị chỉnh sửa bằng kỹ thuật số hoặc thậm chí tạo ra bằng các phần mềm như Adobe Photoshop, O'Rear phủ nhận điều này. Ông bán nó cho công ty Corbis để dùng làm nguồn ảnh dự trữ. Vài năm sau, các kỹ sư của Microsoft đã lựa chọn một phiên bản kỹ thuật số của bức ảnh và mua nó từ O'Rear.
Trong suốt một thập niên sau đó bức ảnh được cho là tấm ảnh được xem nhiều nhất trên thế giới vào thời điểm đó. Từ khi được chụp, địa điểm chụp ảnh đã thay đổi nhiều, các cây nho được trồng trên ngọn đồi và cánh đồng phía trước đó, khiến việc chụp lại tấm ảnh của O'Rear không thể thực hiện được. Tuy nhiên, điều này không ngăn cản được các nhà nhiếp ảnh tìm cách tái tạo lại nó, và một số nỗ lực của họ đã được trưng bày tại các cuộc triển lãm nghệ thuật.

## Lịch sử
Vào một ngày tháng 1 năm 1996 O'Rear đang trên đường từ nhà ở St. Helena, California, trong thung lũng Napa phía Bắc San Francisco, đến thăm bạn gái Daphne Irwin (người sau đó đã kết hôn với ông), ở thành phố; một việc ông thường làm vào mỗi chiều thứ sáu. Ông đang cộng tác với cô để viết một cuốn sách về đất nước rượu vang. Trong một bài phỏng vấn năm 2014, ông nhớ lại rằng ngày hôm đó ông dự định sẽ tìm cơ hội chụp một bức ảnh, bởi một cơn bão mới tràn qua và những cơn mưa mùa đông khiến vùng đất ở đó rất xanh tốt.

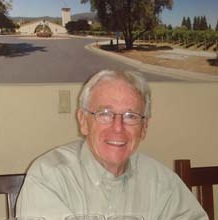
Charles O'Rear năm 2007

Ông đang lái xe dọc theo đường cao tốc Sonoma thì nhìn thấy ngọn đồi, khi đó không có ruộng nho nào mặc dù hầu khắp khu vực đó thời bấy giờ trồng nho dày đặc, bởi một vài năm trước chúng đã bị nhổ bỏ do rệp tấn công. "Đúng là chỗ đó rồi! Lạy Chúa, thảm cỏ thật hoàn hảo! Nó xanh rờn! Không có mặt trời, chỉ vài đám mây," ông nghĩ. Ông dừng lại ở một địa điểm nào đó gần biên giới hai quận Napa–Sonoma và lái xe vào ven đường để lắp chiếc máy ảnh medium-format Mamiya RZ67 (một máy ảnh hạng trung) lên giá ba chân, chọn phim Fuji để cho màu sắc tốt nhất. Ảnh ban đầu được đặt tên Bucolic Green Hills.
O'Rear cho rằng sự kết hợp giữa máy ảnh và phim là điều làm nên thành công cho bức ảnh. "Nó tạo ra sự khác biệt, và, tôi nghĩ, đã khiến bức ảnh 'Bliss' càng thêm xuất sắc," ông nói. "Tôi cho rằng nếu lúc đó tôi chụp bằng 35mm, thì khó mà đạt hiệu quả tương tự."
Ông cũng nói rằng khi đang thiết lập máy ảnh, có thể những đám mây đã lọt vào tầm ngắm. "Mọi thứ thay đổi quá nhanh vào thời điểm đó." Ông chụp bốn bức ảnh rồi quay về xe. Theo O'Rear, tấm ảnh này không qua xử lý hay chỉnh sửa kỹ thuật số dưới bất kỳ hình thức nào.
Do bức ảnh không thích hợp để đưa vào cuốn sách về đất nước rượu vang, O'Rear, thông qua Corbis, đưa bức ảnh vào nguồn ảnh dự trữ, cho phép tất cả các bên có ý định được sử dụng miễn là họ trả một mức giá thích hợp. Vào năm 2000 hoặc 2001, nhóm phát triển hệ điều hành Windows XP của Microsoft liên hệ với O'Rear thông qua Corbis; O'Rear tin rằng họ sẽ nhờ đến Corbis hay vì đối thủ lớn Getty Images cũng đóng tại Seattle, bởi Corbis là công ty của nhà sáng lập Microsoft Bill Gates. "Tôi không biết [họ] đi tìm cái gì," ông nhớ lại. "Họ đi tìm một bức ảnh thanh bình ư? Họ đi tìm một bức ảnh không có sự căng thẳng?"
Microsoft nói họ không chỉ muốn được cấp phép sử dụng bức ảnh làm hình nền mặc định của Windows XP, mà muốn sở hữu toàn bộ tác quyền với tác phẩm. Họ đề nghị O'Rear một khoản tiền mà ông gọi là mức chi trả cao thứ hai cho một bức ảnh đơn lẻ; tuy nhiên ông đã ký một thỏa thuận bí mật và không thể tiết lộ mức giá chính xác. Có nguồn tin cho rằng đó là một con số "có sáu chữ số." (USD)
Tất cả những gì O'Rear cần làm là gửi cho Microsoft bản phim âm bản và ký giấy tờ. Nhưng khi ông nói với người đưa thư và công ty vận chuyển giá trị của thứ ông đang gửi đi, họ từ chối chuyển vì mức giá ấy cao hơn số tiền bảo hiểm của họ có thể chi trả. Do đó, công ty phần mềm phải mua vé máy bay cho ông tới Seattle và chính tay ông đưa nó tới văn phòng của họ." "Tôi không biết mọi thứ sẽ đi đến đâu," ông nói. "Tôi không nghĩ các kỹ sư hay bất kì ai ở Microsoft có thể hình dung thành công mà bức ảnh đã đạt được."
Microsoft đặt tên cho bức ảnh, và sử dụng nó làm yếu tố chủ chốt trong chiến dịch quảng bá cho XP. Mặc dù O'Rear không chỉnh sửa bức ảnh theo bất kỳ cách nào, công ty phần mềm đã thừa nhận họ có cắt ảnh gốc một chút về bên trái để nó vừa với màn hình desktop và làm cho màu xanh của cỏ trở nên đậm hơn. Nhà nhiếp ảnh ước tính bức ảnh đã xuất hiện trên một tỷ máy tính khắp toàn cầu kể từ thời điểm đó, dựa trên số lượng bản sao của Windows XP đã bán ra.

### Các nỗ lực tái tạo

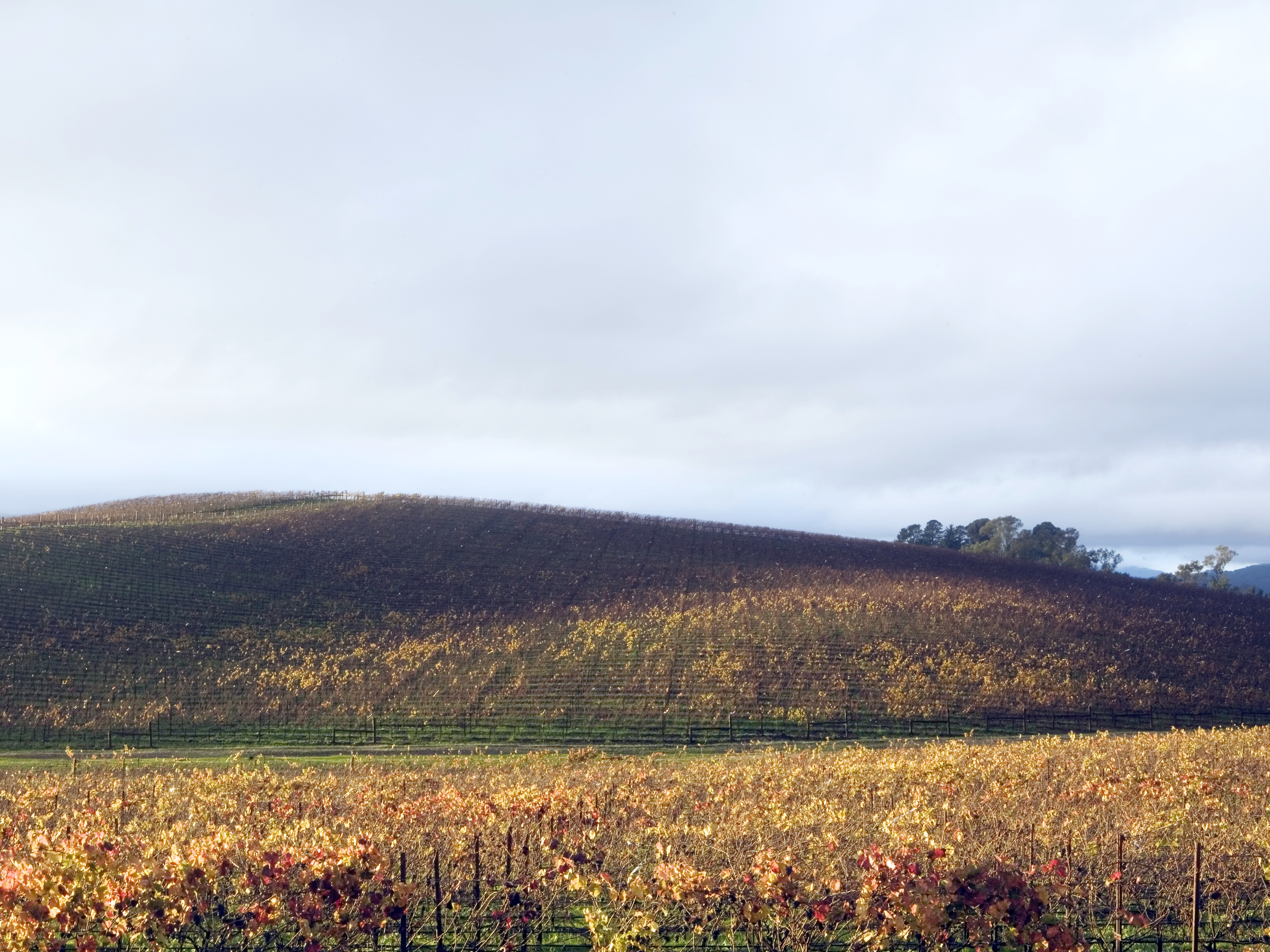
Bức ảnh chụp gần đúng địa điểm gốc vào tháng 11 năm 2006, cho thấy các cây nho đã phủ kín sườn đồi và phía trước bức ảnh. Ảnh của Goldin+Senneby.

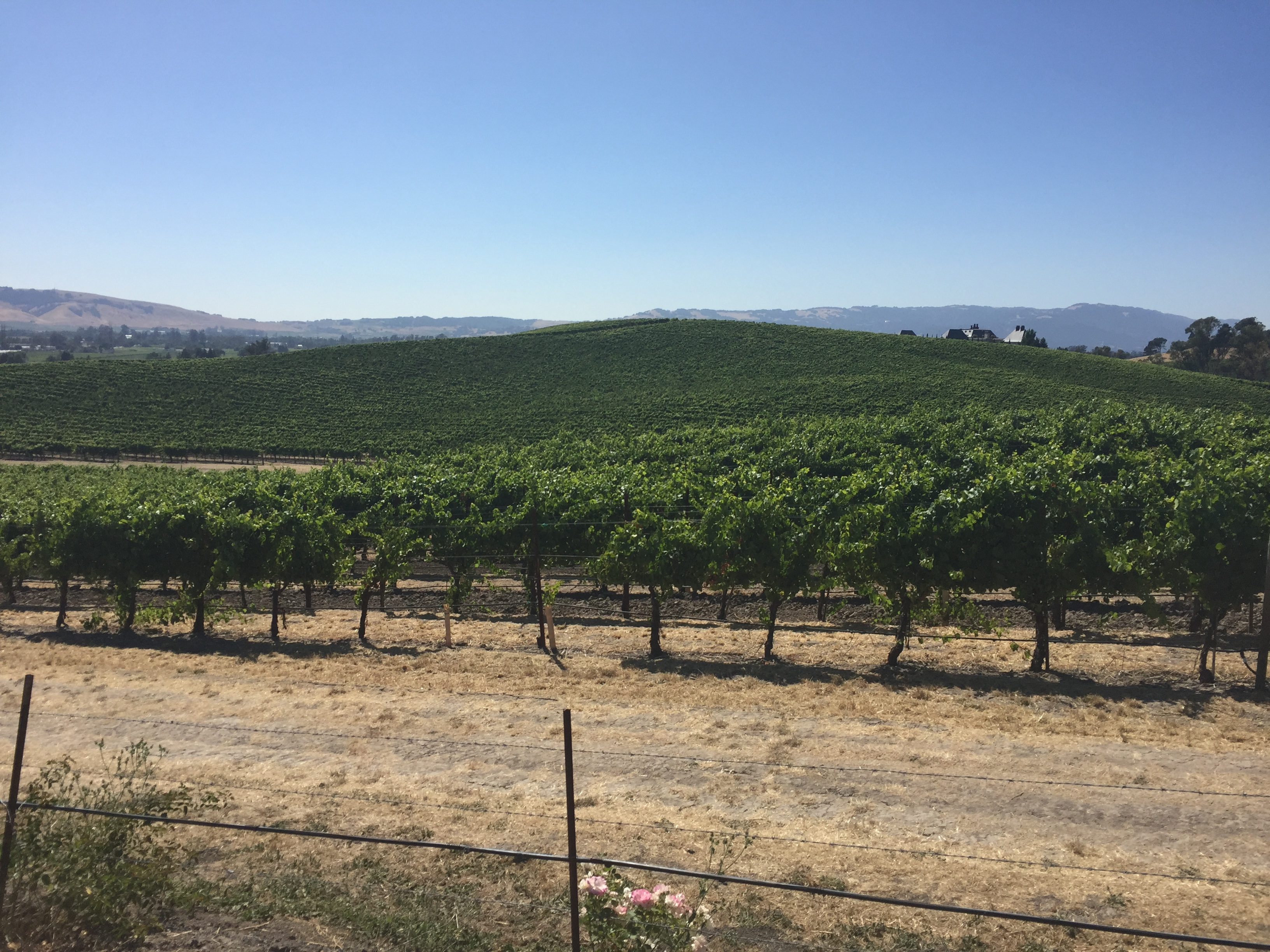
Hình ảnh ngọn đồi vào năm 2017.

Ngày 27 tháng 11 năm 2006, Goldin+Senneby tới thăm địa điểm tại thung lũng Sonoma nơi bức ảnh Bliss được chụp, và chụp lại khung cảnh tương tự, giờ đây đã trồng đầy nho (ảnh). Tác phẩm có tên After Microsoft này được trưng bày lần đầu tại triển lãm "Paris was Yesterday" ở phòng trưng bày tranh La Vitrine vào tháng 4 năm 2007. Sau đó bức ảnh đã được trưng bày tại một không gian rộng 300m³ ở Gothenburg.
Năm 2006, Sébastien Mettraux, một nghệ sĩ người Thụy Sĩ, chụp bức ảnh có tiêu đề Bliss, sau Bill Gates, 2006. Mettraux, sống và làm việc gần Vallée de Joux, giải thích rằng tấm ảnh được chụp ở Les Esserts-de-Rives, Thụy Sĩ. Một nguồn tin đồn địa phương cho rằng ngọn đồi trong hình nền Windows XP đến từ khu vực này. Bức ảnh được trưng bày tại liên hoan "Images'08" ở Vevey.
Tháng 5 năm 2010, GMA News đưa tin nhiếp ảnh gia Tony Immoos, người sống gần địa điểm gốc, đã chụp được một tấm ảnh gần giống với ảnh gốc, đặt tên là "Bliss thế kỷ 21" Immoos cho rằng "bức ảnh chụp lại năm 2006 [của Goldin+Senneby] chụp ở địa điểm sai, cách khoảng 350' về phía Đông Bắc, mặc dù chụp đúng ngọn đồi, nhưng ở sai hướng."

## Phản hồi
O'Rear còn giữ một bản sao cho của tấm ảnh trên tường nhà ông. Ông tỏ ra ngạc nhiên vì số địa điểm mà ông nhìn thấy bức ảnh—trên các màn hình trong các bản tin thời sự, từ phòng làm việc ở Nhà Trắng đến điện Kremlin. "Vài năm trước khi chúng tôi ở Thái Lan," ông nhớ lại vào năm 2010, "tìm một nơi ăn uống trong một ngôi làng nhỏ, và bức hình xuất hiện trong một khung cửa sổ... Tôi nghĩ mọi ngóc ngách trên hành tinh này, mọi nền văn hóa, mọi quốc gia, đều có sự có mặt của nó."
Tấm ảnh được gọi là một bức ảnh biểu tượng có thể sánh với bức Monolith, the Face of Half Dome của Ansel Adams. O'Rear thừa nhận rằng trong số tất cả những ảnh đã chụp cho National Geographic, có lẽ ông sẽ nhớ tới Bliss nhất. "Tất cả những ai bây giờ đang ở tuổi mười lăm trở đi sẽ nhớ tới bức ảnh này," ông nói.
Vài năm sau khi XP được phát hành, do nguồn gốc của tấm ảnh chưa được tiết lộ, đã có nhiều lời suy đoán về địa điểm chụp bức ảnh. Có người đoán nó ở Pháp, Anh, Thụy Sĩ, vùng Bắc Otago của New Zealand, và vùng Đông Nam Washington. Người dùng Hà Lan cho rằng bức ảnh được chụp ở quận Kerry thuộc Ireland bởi bức ảnh được đặt tên là "Ireland" trong phiên bản tiếng Hà Lan của hệ điều hành này; tương tự, bức ảnh được đặt tên là "Alentejo" trong phiên bản tiếng Bồ Đào Nha, khiến người dùng nước này cho rằng nó được chụp ở vùng đất cùng tên thuộc Bồ Đào Nha.
Một số người dùng khác cho rằng bức ảnh là một địa điểm không có thật, bầu trời lấy từ một bức ảnh khác và được ghép với ngọn đồi. O'Rear khẳng định quyết đoán rằng, ngoài một số chỉnh sửa nhỏ của Microsoft với phiên bản kỹ thuật số, ông không làm gì với bức ảnh trong phòng tối cả, ngược lại với bức ảnh Monolith, The Face of Half Dome của Adams:
Tôi không "tạo ra" nó. Tôi chỉ vô tình ở đó vào đúng lúc ấy và ghi lại được. Nếu bạn là Ansel Adams và bạn chụp một bức ảnh riêng biệt về Half Dome và muốn chỉnh sửa ánh sáng theo một cách nào đó, bạn có thể sửa ánh sáng. Ông ấy rất nổi tiếng với việc vào phòng tối và làm các thứ. Nhưng bức ảnh này của tôi thì không thế.

Năm 2012, tác giả David Clark của tạp chí Anh Amateur Photographer bình luận về giá trị thẩm mỹ của Bliss. "Nhiều nhà phê bình có thể cho rằng đó là một bức ảnh đơn điệu và thiếu điểm nhấn, trong khi những người ủng hộ lại nói rằng nó đánh thức một ngày tươi sáng và trong trẻo, trong một khung cảnh tuyệt đẹp, và đó chính là chủ đề của bức ảnh," ông viết. Ông cũng lưu ý "tính chất huyền hảo" của ánh nắng trên sườn đồi chính là điểm khiến cho bức ảnh khác biệt. "Điều gì khiến Microsoft chọn bức ảnh này trên tất cả những tấm khác?" ông đặt câu hỏi. Mặc dù công ty chưa từng tiết lộ điều này với O'Rear hay là bất kỳ ai, Clark cho rằng ông có thể đoán. "Nó rất lôi cuốn, dễ vào mắt và không khiến người ta sao lãng khỏi những thứ khác trên màn hình là những lý do chính. Cũng có thể nó được chọn bởi nó là một bức ảnh phong cảnh xanh tươi lôi cuốn đến lạ kỳ, và là bức ảnh mang đến cảm giác khỏe khoắn cho những người dùng máy tính vốn bị gắn chặt vào bàn làm việc."